# Goma flygplats
Goma flygplats är en statlig flygplats i staden Goma i Kongo-Kinshasa. Den ligger i provinsen Norra Kivu, nära landets östra gräns mot Rwanda, 1 600 km öster om huvudstaden Kinshasa. Goma flygplats ligger 1 551 meter över havet. IATA-koden är GOM och ICAO-koden FZNA. Goma flygplats hade 16 225 starter och landningar (varav 14 705 inrikes) med totalt 196 443 passagerare (varav 163 237 inrikes), 4 694 ton inkommande frakt (varav 4 037 ton inrikes) och 10 226 ton utgående frakt (varav 9 735 ton inrikes) 2015. Delar av landningsbanan täcktes av lava efter vulkanen Nyiragongos utbrott 2002, och vid utbrottet 2021 var flygplatsen stängd 22 maj–5 juni.